# Thomas Sturge Moore
Pour les articles homonymes, voir Thomas Moore et Moore.
Thomas Sturge Moore (né le 4 mars 1870 à Hastings et mort le 18 juillet 1944 à Windsor) était un écrivain, poète et graveur anglais.

## Biographie
Thomas Sturge Moore était le fils du médecin Daniel Moore et de sa femme Henrietta Sturge. Il adopta le nom de sa mère afin de ne pas être confondu avec l'autre poète Thomas Moore. Son frère est le philosophe G. E. Moore. Sa santé ne lui permit pas de finir sa scolarité, mais il se lia d'amitié avec Charles Ricketts, un de ses enseignants.
Il s'installa à Londres en 1895. Là, Laurence Binyon lui fit rencontrer William Butler Yeats en 1899. Les deux hommes restèrent amis jusqu'à la fin de leur vie. Il fonda le Literary Theatre Club en 1901 avec Charles Rickett et Florence Farr. Il participe à la Vale press de Ricketts et son Danae est le dernier titre publié en 1903 par cette private press. Il monta sur les planches en 1905. 
Il était aussi illustrateur de ses propres livres et de ceux de Yeats, et publia des gravures sur bois dans Jugend (1897).
Il épousa sa cousine Marie Appia en 1905 avec qui il eut un garçon et une fille.

## Œuvres
- Two Poems, 1893

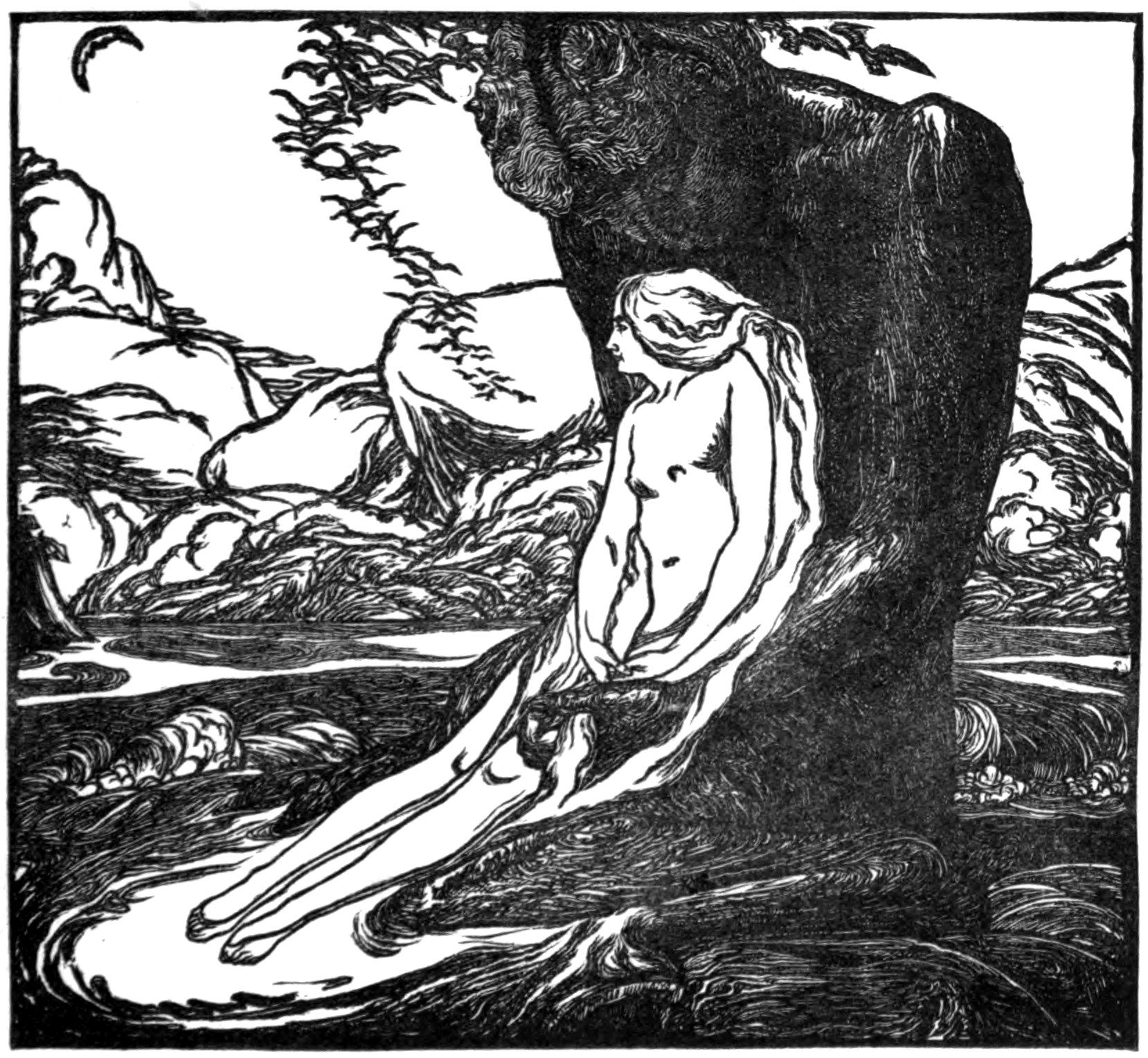
Pan and Psyche, gravure sur bois illustrant The venture annual of art and literature (1903).

- The Vinedresser and Other Poems, 1899
- Danae, The Vale press, 1903
- Aphrodite against Artemis, 1906
- Art and Life, 1910
- Judith, 1916
- The Powers of the Air, 1920
- Medea, 1920
- Psyche in Hades, 1927
- Amour for Aphrodite, 1929
- Niobe, 1930